# Somebody Somewhere
Pour le livre, voir Somebody Somewhere (livre).
Somebody Somewhere est une série télévisée américaine en trois saisons, créée par Hannah Bos
et Paul Thureen et diffusée depuis le 16 janvier 2022 sur HBO. 
En France, elle est diffusée sur Max.
Elle suit la vie d'une femme qui essaie de surmonter la mort de sa sœur dans une ville du Kansas.

## Synopsis
Sam est revenue chez ses parents à Manhattan (Kansas) après la mort de sa sœur lesbienne Holly. En devenant amie avec un collègue gay du centre de correction de copies, Joel, elle intègre un club de musique et chant qui lui permet de se changer les idées et va l'aider à soutenir sa sœur Tricia et leurs parents,.

## Distribution

### Acteurs principaux
- Bridget Everett (VF : Daria Levannier) : Sam
- Jeff Hiller (en) (VF : Vincent Bonnasseau) : Joel
- Mary Catherine Garrison (VF : Valérie Nosrée) : Tricia Miller
- Danny McCarthy (en) : Rick, le mari de Tricia (saison 1)
- Mike Hagerty : Ed Miller, le père de Sam et Tricia (saison 1)
- Murray Hill (VF : Laëtitia Lefebvre) : Fred Rococo
- Jane Drake Brody (VF : Marie-Madeleine Burguet-Le Doze) : Mary Jo « MJ » Miller, la mère de Sam
- Jon Hudson Odom (VF : Denis Maréchal) : Michael (saison 1)
- Heidi Johanningmeier (en) (VF : Marie Chevalot) : Charity Cooper (saison 1)

### Acteurs récurrents
- Mercedes White (VF : Bérénice Bala) : Tiffani
- Kailey Albus (VF : Clotilde Verry) : Shannon, la fille de Tricia
- Josh Bywater : Coop (saison 1), le mari de Charity
- Tim Bagley (VF : Constantin Pappas) : Brad Schraeder (saisons 2–3)
- Jennifer Mudge (en) (VF : Christèle Billault) : Susan (saisons 2–3)
- Barbara Robertson (en) (VF : Marie-Frédérique Habert) : Darlene (saison 2)
- Ólafur Darri Ólafsson (VF : Frédéric Souterelle) : Víglundur « Iceland » Hjartarson (saison 3)

 Source et légende : version française (VF) sur RS Doublage et cartons du doublage français.

## Production

### Développement
La série s'inspire de la propre vie de Bridget Everett.

### Fiche technique
- Titre original : Somebody Somewhere
- Création : Hannah Bos et Paul Thureen
- Réalisation : Jay Duplass, Robert Cohen et Lennon Parham
- Scénario : plusieurs
- Société(s) de production : Duplass Brothers Productions, The Mighty Mint
- Société(s) de distribution : HBO
- Pays de production :  États-Unis
- Langue originale : anglais
- Format : couleur
- Genre : comédie dramatique
- Nombre de saisons : 3
- Nombre d'épisodes : 21
- Durée : 24-30 minutes
- Dates de première diffusion :
  - États-Unis : 16 janvier 2022

## Récompenses
- Dorian Awards 2022 : TV Lead Performance pour	Bridget Everett[5]
- American Film Institute Awards 2023 : Top 10 Television Programs of 2022[6]
- Peabody Awards 2024 : Entertainment[7]